# Djamel Ainaoui
Djamel Ainaoui (ur. 20 marca 1975) – francuski zapaśnik w stylu klasycznym. Olimpijczyk z Sydney 2000, gdzie zajął dwunaste miejsce w kategorii 58 kg.
Piąty na mistrzostwach świata w 2001. Srebrny medalista w mistrzostwach Europy w 1997 i brązowy w 2002. Złoty medal na igrzyskach śródziemnomorskich w 2001. Drugi w Pucharze Świata w 2001 roku.
Pięciokrotny mistrz Francji w latach: 1994, 1996, 1997, 2003 i 2005; drugi w 1998, a trzeci w 1995 roku.